# Toth Szilárd
Toth Szilárd (Kőhalom, 1977. május 16. –) történész, egyetemi oktató a Babeș–Bolyai Tudományegyetem Történelem és Filozófia Karának Jelenkor Története és Nemzetközi Kapcsolatok Tanszékén.

## Életútja
Dombos, Kaca és Fogaras helységekben töltötte gyerekkorát. Középiskolai tanulmányait a Kolozsvári Református Kollégiumban végezte 1991–1995 között. Egyetemi tanulmányait a Babeș–Bolyai Tudományegyetem Történelem és Filozófia Karán végezte 1995–1999 között. 1999–2001 között a Bethlen Gábor Kollégium tanára. 2001-től doktorandusz a Babeș–Bolyai Tudományegyetem Történelem és Filozófia Karán, 2006-tól egyetemi adjunktus. 2005-ben doktorált. A doktori disszertáció címe: A magyar kisebbség kérdése a két világháború közötti romániai parlamenti vitákban.

## Kutatási területe
- a romániai magyar kisebbség története
- oktatástörténet
- a történelemtanítás módszertana
- hadtörténet
- sajtópropaganda
- hidegháború

## Fontosabb publikációi
- Partidul Maghiar și problema minorității maghiare în Parlamentul României în perioada interbelică [Az Országos Magyar Párt és a magyar kisebbség kérdése Románia parlamentjében a két világháború között], Editura Argonaut, Cluj-Napoca,  2008.
- A koreai háború a romániai magyar kommunista sajtópropaganda tükrében, Editura Accent, Cluj-Napoca,  2005.
- A történelemtanítás módszertana, Editura Accent, Cluj-Napoca,  2005.
- A történelemtanítás didaktikája, Editura Argonaut, Cluj-Napoca, 2009.
- Politikai intézmények és nemzetközi kapcsolatok, Editura Argonaut, Cluj-Napoca, 2009.
- Zona culturală – necesitate s-au scop politic ? Considerații asupra legislației române privind învățământul în perioada interbelică [A kultúrzóna – szükség, vagy politikai cél? Gondolatok a két világháború közötti román oktatási törvények mentén], In : Anuarul Școlii Doctorale „Istorie. Civilizație. Cultură”, Ed. Toader Nicoară, Presa Universitară Clujeană, Cluj – Napoca, 2005, 429–435.
- Problema învățământului minorității maghiare în dezbaterile parlamentare din România interbelică [A magyar kisebbség oktatásügyének a kérdése a két világháború közötti Románia parlamenti vitáiban], In: Partide politice și minorități naționale din România în secolul XX, vol. IV., Sibiu, 2009, 109-131.
- Organizațiile politice ale minorităților din România interbelică – colaborare sau concurență? Studiu de caz: minoritățile maghiară, germană și evreiască [A két világháború közötti romániai kisebbségek politikai szervezetei – együttműködés vagy versengés? Esettanulmány:  a magyar, a német és a zsidó kisebbség], in Orizont XXI, anul I., nr. 4/2006, 32–38.
- Legislația privind reforma agrară din 1921 – „unități de măsură” identice sau diferite pentru provinciile României ? [Az 1921-es agrárreform törvények – egyforma, vagy különböző „mértékegységek” Románia tartományait illetően?], In: Studia Universitatis Petru Maior, Series Historia, nr. IV., 2004, 131–142.
- Oberding József György, In : Az erdélyi magyar gazdasági gondolkodás múltjából, II. kötet, szerk. Somai József, Romániai Magyar Közgazdász Társaság, Tipoholding Rt., Kolozsvár, 2004,  269–283.
- A „kultúrzóna” – szükség vagy politikai cél? Gondolatok a két világháború közötti román tanügyi törvények kapcsán, In: Acta Siculica 2009 (A Székely Nemzeti Múzeum Évkönyve), Sepsiszentgyörgy-Sfîntu Gheorghe, 2009, 525-533.
- Incidente sângeroase la alegerile parlamentare din 1928 la secția de votare din com. Olteni (jud. Trei-Scaune) [Véres incidensek az 1928. évi román országgyűlési választásokon Oltszemen (Háromszék megye)], In: Acta Siculica (A Székely Nemzeti Múzeum Évkönyve 2008), Sfîntu Gheorghe, 2008, 419–426.[1]
- A történelemtanítás didaktikája; Argonaut, Cluj-Napoca, 2009 (Didaktika sorozat)
- A hidegháború története. Kultúra, propaganda és stratégiai politikák; Kolozsvári Egyetemi, Cluj-Napoca, 2014

## Digitális formátumú tanulmányok
- Toth Szilárd: Incidente sângeroase la alegerile parlamentare din 1928 la secția de votare din com. Olteni (jud. Trei-Scaune) [Véres incidensek az 1928. évi román országgyűlési választásokon Oltszem Archiválva 2015. január 1-i dátummal a Wayback Machine-benen (Háromszék megye)
- Toth Szilárd: A „kultúrzóna” – szükség, vagy politikai cél? Gondolatok a két világháború közötti román tanügyi törvények kapcsán
- Toth Szilárd: II. Rákóczi Ferenc pénzügyi politikája
- Toth Szilárd: Magyar királyok gazdaságpolitikája – Károly Róbert (1301-1342)
- Toth Szilárd: Magyar királyok gazdaságpolitikája – Mátyás király (1458-1490)

## Egyetemi előadásai
- Bevezetés a nemzetközi kapcsolatokba
- A nemzetközi kapcsolatok története a XX. században
- Hidegháború. Kultúra és politikai stratégiák
- Nemzetközi intézmények és szervezetek
- Az informatika alkalmazása a nemzetközi kapcsolatok tanulmányozásában
- A magyar nép története a XX. században
- Románia politikai intézményei a XX. században
- Politikai intézmények és nemzetközi kapcsolatok
- A történelemtanítás módszertana
- Pedagógiai gyakorlat

## Lásd még
- Országos Magyar Párt
- Babeș–Bolyai Tudományegyetem, Történelem és Filozófia Kara
- Kultúrzóna (Románia)